# Scheuring
Scheuring település Németországban, azon belül Bajorországban. Lakosainak száma 1967 fő (2023. december 31.).

## Népesség
A település népessége az elmúlt években az alábbi módon változott:
| Lakosok száma | 567  | 1133 | 1128 | 1277 | 1872 | 1904 | 1951 | 1953 | 1911 | 1967 |
|               | 1875 | 1950 | 1975 | 1987 | 2012 | 2014 | 2016 | 2017 | 2021 | 2023 |